# Oblatinnen des hl. Franz von Sales

Wappen der Oblatinnen des hl. Franz von Sales. "Nec plus nec minus" – "Nicht mehr, nicht weniger"

Die Oblatinnen des hl. Franz von Sales sind eine Ordensgemeinschaft innerhalb der katholischen Kirche. Sie wurden 1866 von Louis Brisson und Leonie Aviat in Troyes, Frankreich, gegründet.

## Aufgabe
Die Schwestern Oblatinnen leben nach der Spiritualität des hl. Franz von Sales (Salesianische Spiritualität). Ihre Hauptaufgabe ist die Erziehung von Kindern und Jugendlichen. Sie leiten daher in der ganzen Welt (z. B. USA, Ecuador, Namibia, Südafrika, Österreich, Schweiz, Frankreich, Italien) vor allem Internate, Schulen und Kindergärten. Dabei wollen sie die menschliche, soziale und christliche Entwicklung der ihnen Anvertrauten fördern. Durch Erziehung und Unterricht, durch die Begleitung in Internaten und Heimen sowie durch Mitarbeit in den Pfarrgemeinden wollen die Oblatinnen des hl. Franz von Sales die Entfaltung eines Lebens aus dem Glauben in jeder Altersstufe, in jedem Stand und in allen Lebenslagen fördern. Derzeit gibt es etwa 350 Schwestern.